# Прапор Морозовичів (Самбірський район)
Прапор Морозовичів — офіційний символ села Морозовичі, Самбірського району Львівської області, затверджений 22 лютого 2001 року рішенням сесії Торчиновицької сільської ради.
Автор — А. Гречило.

## Опис
Квадратне полотнище, що складається з двох горизонтальних смуг, роділених М-подібною ламаною лінією, у верхньому білому полі зелена 6-променева розетка (вписана в умовне коло діаметром в 1/3 сторони прапора, центр розетки на відстані в 1/4 сторони прапора від верхнього краю), у нижньому зеленому — такі ж дві білі розетки.

## Зміст
Геральдичні стилізовані розетки у білому виконанні уособлюють сніжинки і вказують на назву села, а в зеленому уособлюють ялинові гілочки й характеризують багату місцеву природу. Ламане М-подібне ділення означає першу літеру з назви села та підкреслює його розташування на давньому торговому шляху в передгір’ї Карпат.